# Sigismondo Cimarosto

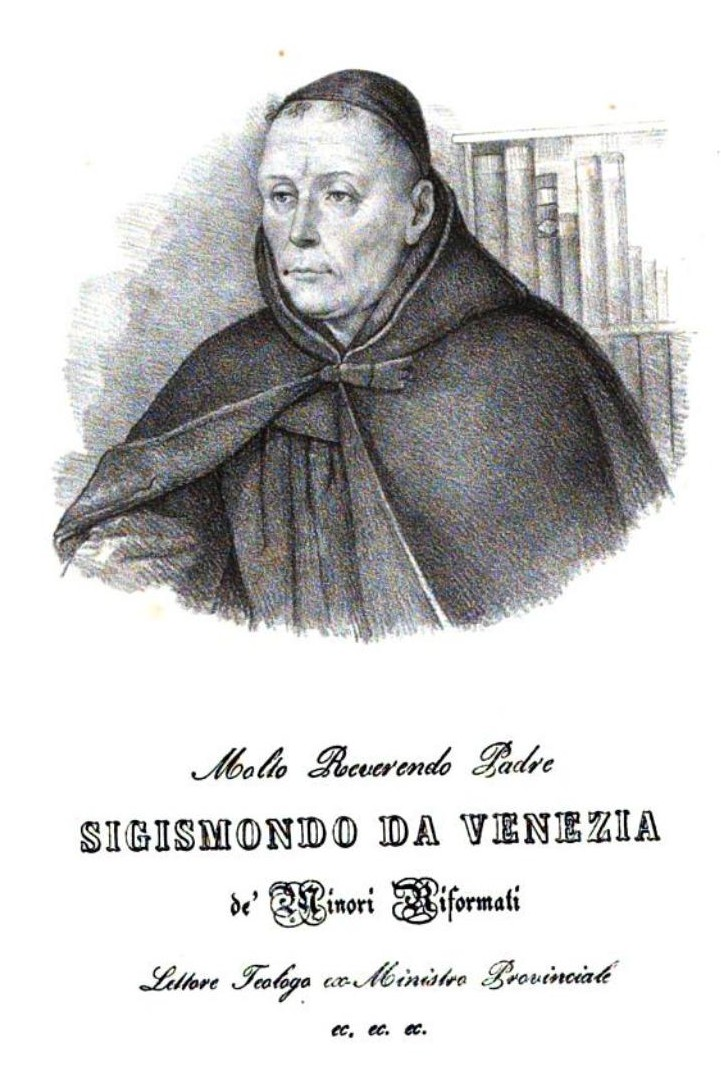
Sigismondo da Venezia

Sigismondo Cimarosto OFM, Taufname Antonio, Ordensname Sigismondo da Venezia (* 22. September 1777 in Venedig; † 1. November 1847 ebenda) war ein venezianischer Franziskaner und Autor.

## Leben
Antonio Cimarosto wurde 1777 in Venedig als Sohn von Antonio Cimarosto und Anna Semenzato geboren. Er besuchte das Jesuitenkolleg und trat im Alter von 15 Jahren in Bassano in den Orden der reformierten Franziskaner ein, wo er den Klosternamen P. Sigismondo da Venezia annahm. Wie damals üblich, studierte er drei Jahre Philosophie und vier Jahre Theologie. Nach der Priesterweihe als Prediger eingesetzt, übte er seinen Dienst an verschiedenen Orten und in bedeutenden Kathedralen aus. Er wurde zum Lektor ernannt, nahm diese Aufgabe aber nicht an, sondern reiste mit Erlaubnis seiner Oberen nach Rom.
Von der Besetzung der Republik Venedig durch napoleonische Truppen 1797 erfuhr auf der Rückreise. Er blieb in Assisi, wo er nach der Aufhebung seines Klosters als Rektor einer Pfarrei tätig war. Erst 1814 kehrte er nach Venedig zurück. Nachdem seinem Orden 1829 das ehemalige Kamaldulenserkloster S. Michele di Murano übergeben worden war, trat er im Frühjahr 1830 in dieses ein. Aus gesundheitlichen Gründen zum Predigen nicht mehr in der Lage, war er drei Jahre Novizenmeister und fast bis zu seinem Tod Lektor der Theologie, dazu Bibliothekar der bedeutenden, von den Kamaldulensern übernommenen Bibliothek, zeitweise auch Sekretär des Guardians, Definitor und Provinzialminister.
Als Autor gab er unter anderem den Catechismo universale in 100 Bänden (Curti, 8°.) heraus, ferner eine Bibliografia universale (Venedig 1842) und die Biografia Serafica in zwei Bänden (Venedig 1846). Mehrere Arbeiten hat er auch in Handschrift hinterlassen.

## Werke
- Catechismo universale in 100 Bänden (Curti, 8°.)
- Bibliografia universale (Venedig 1842, Merlo)
- Biografia Serafica degli uomini illustri che fiorirono nel francescano istituto per santita, dottrina e dignita fino a nostri giorni, 2 Bde. (Venedig 1846, gr. 8°.)
- Dizionarietto di alcune voci di comun uso che traggono origine dalla greca lingua (ebenda)
- Memoria sui Cimiteri e specialmente su quello di Venezia (ebenda)